# Diploderma polygonatum

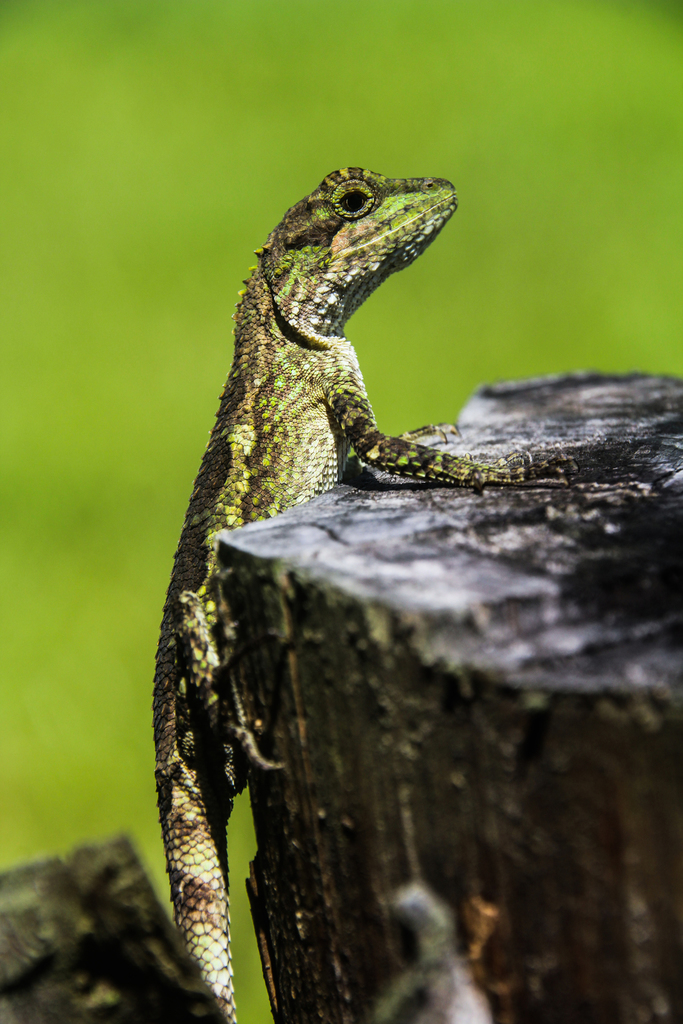
Diploderma polygonatum xanthostomum (Тайвань)

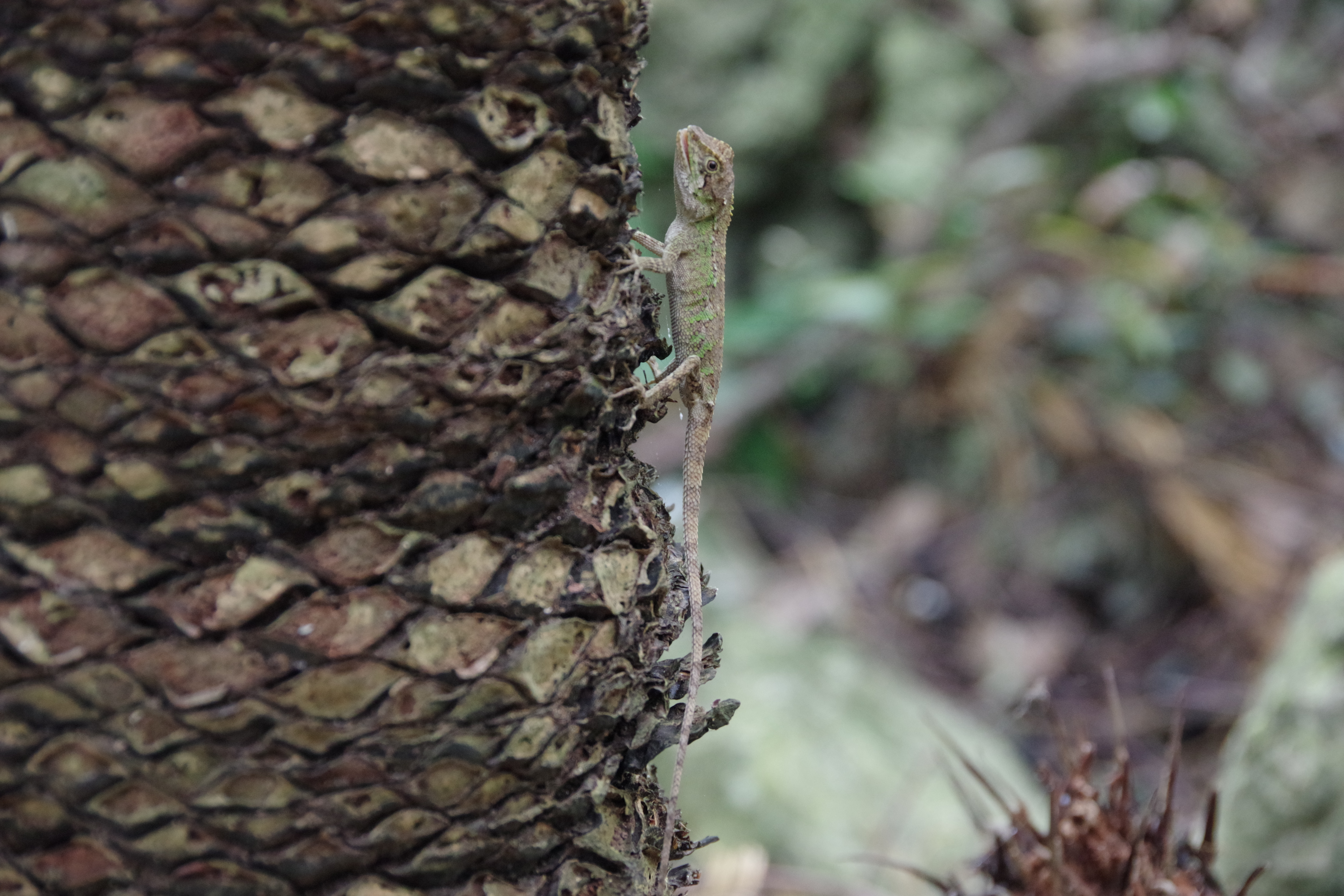
Diploderma polygonatum polygonatum (Куніґамі, Окінава)

Diploderma polygonatum — вид ігуаноподібних ящірок родини агамових (Agamidae). Мешкає в Японії та на Тайвані.

## Підвиди
Виділяють п'ять підвидів:
- Diploderma polygonatum donan (Ota, 2003) — острів Йонаґуні в групі островів Яеяма;
- Diploderma polygonatum ishigakiense (Van Denburgh, 1912) — острови Сакісіма;
- Diploderma polygonatum miyakense (Van Denburgh, 1912) — острови Міяко;
- Diploderma polygonatum polygonatum Hallowell, 1861 — острови Амамі і Окінава;
- Diploderma polygonatum xanthostomum (Ota, 1991) — північ острова Тайвань.

## Поширення і екологія
Diploderma polygonatum мешкають на островах Рюкю на півдні Японії та на півночі Тайваню, а також були інтродуковані на острові Якусіма та на півдні Кюсю. Вони живуть у первинних і торинних субтропічних лісах та на плантаціях. Зустрічаються на висоті до 1300 м над рівнем моря. Ведуть денний, деревний спосіб життя. Живляться мурахами та іншими комахами, павуками, іноді дрібними геконами. Відкладають яйця кілька разів у рік. На Тайвані в кладці зазвичай від 3 до 6 яєць, на японських островах — від 1 до 4 яєць. Самці демонстують територіальну поведінку. Представники номінативного підвиду захищають територію площею 10-50 м².

## Збереження
МСОП класифікує стан збереження цього виду як близький до загрозливого. Diploderma polygonatum загрожує знищення природного середовища. 